# Grotta Romanelli
Die archäologische Fundstätte Grotta Romanell (Romanelli-Höhle) wurde durch Ulderico Botti bereits 1861 bekannt, jedoch erst ab dem Jahr 1900 von Paolo Emilio Stasi (1840–1922) beforscht. Die Höhle liegt ganz im Süden Apuliens, an der Grenze zwischen adriatischem und ionischem Meer, in der Provinz Lecce. Sie ist die Typusstätte des Romanellien, einer Fazies des Epigravettien, wie man die letzte Phase der Jäger und Sammlerkulturen vor dem Neolithikum im Mittelmeerraum nennt. Das nach der Höhle benannte Romanellien ließ sich im Südosten Italiens in der Zeit zwischen 13.000 und 8.000 v. Chr. belegen; die meisten Daten liegen zwischen 11.000 und 9.500 v. Chr.
Die Überreste eines Equus hydruntinus aus der Grotta Romanelli wurden 1917 von Professor Paolo Emilio Stasi erworben. Er wiederum war in Florenz dem Anthropologen Ettore Regalìa (1842–1914) begegnet, dem Direktor des dortigen Istituto di Studi di Paleontologia Umana, der seinerzeit die Grabungen geleitet hatte.
Gian Alberto Blanc leitete die ersten Ausgrabungen, die zwischen 1914 und 1938 stattfanden. Spätere Grabungen wurden von Luigi Cardini durchgeführt. Die frühesten Funde, die man in den terre rosse (rote Erde) in der südapulischen Höhle machte, wurden in das Mittelpaläolithikum datiert, zeitlich folgen dann erst wieder Funde aus dem Magdalénien und dem Azilien in den über einem gewaltigen Hiatus liegenden terre brune (braune Erde). Letztere wurde in fünf Strata geteilt, die als A bis E bezeichnet wurden. Das Jagdspektrum der epipaläolithischen Bewohner umfasste vor allem Wildschwein und Hirsch sowie Auerochsen. Inzwischen wurden weitere Strata ergraben, so dass Stratum G auf ein Alter von 69.000 bis 40.000 ± 3250 Jahre datiert werden konnte. Dort wurden auch Überreste eines Flusspferdes identifiziert.
Blöcke und Platten aus Kalkstein wiesen immer wieder figürliche und schematische sowie abstrakte Darstellungen auf. Hinzu kamen Gravuren an den Höhlenwänden. Unter den Gravuren fand sich neben einer Bovidendarstellung auch ein etwa 2 cm hohes Werk, das wahrscheinlich den Umriss einer stilisierten Frauenfigur des Typs Gönnersdorf darstellt, was den Bereich, in dem diese Art von Darstellung, die an mehr als 40 jung- bis spätpaläolithischen Fundstellen vor allem in Mittel- und Westeuropa belegt ist, erheblich erweitern würde. An der besagten Fundstelle, die sich in Neuwied befindet, wurden über 400 Darstellungen dieser Art entdeckt. In der Wandkunst waren Darstellungen dieses Typs vor dem Romanelli-Fund auf Mittel- und Westeuropa begrenzt (darunter Lalinde, Le Courbet, Fontalès, Pestillac). Dabei blieb der obere Körperteil offen, der untere war gepunktet. Die Romanelli-Frau war durch Moose im oberen Bereich stark zerstört, während der untere Teil recht gut erhalten und scharf umgrenzt ist. Arme sind nicht erkennbar.
2015 wurden die Grabungen unter Leitung von Luca Bellucci, Dawid Adam Iurino, Ilaria Mazzini und Sonia Tucci wieder aufgenommen, unter anderem, um genauere Datierungen zu gewinnen, aber auch, um die Überreste von zahlreichen Säugetieren, wie Flusspferden oder Damhirsch, Wölfen oder Hyänen, dazu Auerochsen und Vögeln, darunter Gänsegeier, mit moderneren Mitteln zu untersuchen, als sie zuletzt bei Grabungen in den 1970er Jahren zur Verfügung standen.